# Parafia św. Wojciecha w Krzętowie
Parafia św. Wojciecha w Krzętowie – parafia rzymskokatolicka, znajdująca się w archidiecezji częstochowskiej, w dekanacie Kodrąb.